# Lodger (banda)
Lodger es una banda de indie rock finlandesa, formada por Teemu Merilä en 2002. Aunque son desconocidos fuera de Finlandia, son vistos como una banda de culto en Internet debido a la popularidad de sus videoclips en flash.

## Historia
En la última mitad de 2002, el cantante y compositor Teemu Merilä creó Lodger como un vehículo para su música, en conjunto con Jyri Riikonen (teclado), Hannes Häyhä (bajo), Antti Laari (batería) y Richard Anderson (guitarra). Durante el verano de 2003, el grupo grabó y financió la maqueta de Hi-Fi High Lights Down Low. Poco después, Häyhä creó un vídeo musical en flash para Doorsteps, protagonizado por un desafortunado monigote de un solo ojo. Ese año, Doorsteps ganó el premio al mejor flash en el Festival de Animación de Bradford, y también el Festival del Videoclip de Oulu. De hecho, estos "One-Eyed Films" se hicieron tan populares que la banda adoptó la calavera de un solo ojo y los huesos cruzados como su logo.
En 2004, Anderson volvió a Gran Bretaña y fue reemplazado por el guitarrista Panu Riikonen. Hi-Fi High fue lanzado en Finlandia y tuvo una respuesta positiva. Häyhä creó un segundo One-Eyed Film, I love death, el cual se volvió incluso más popular que Doorsteps.
En 2005 se lanzaron dos One-Eyed Films todavía no vistos en forma de publicidad: God has rejected the western world, para la pintura en spray Sabotaz, y 24h Candy Machine para idea-protector.com. En septiembre, la versión remasterizada de Hi-Fi High Lights Down fue lanzada a la venta.
En 2007, Lodger terminó su segundo álbum, How vulgar. Fue lanzado en Finlandia, Alemania, Suiza y Austria el 14 de marzo de 2007.
Tras casi un año de aparente interrupción, desde el verano de 2007 hasta la primavera de 2008; el grupo lanzó tres nuevas canciones y rediseñó su página web. El 19 de noviembre de 2008 salió a la venta su tercer álbum con el título Honeymoon is over.
Después Lodger lanzó un nuevo álbum "Low Blue Flame" por la discografía Record Union en el 2013

## Estilo
Las letras de Lodger son a menudo cínicas y nihilistas; su discografía incluye títulos como "I Love Death", la cual detalla la rutina en la vida de la persona promedio, y "God Has Rejected the Western World", un himno que denuncia la superficialidad de la sociedad occidental. Su actitud desvergonzada aparece en la mayor parte de sus vídeos, caracterizados por el alcohol, el sexo, la masturbación, la violación y la muerte.

## Discografía

### Hi-Fi High Lights Down Low (2004)
1. Two Smiles is a Long Walk
2. Fickle
3. Bad Place to Earn a Living
4. I Love Death
5. Short Man on TV
6. Radio
7. Ordinary Men Make Ordinary Music
8. Doorsteps
9. Everyone Got to Go
10. Divine Right
11. Big Day
12. When I Was Six
13. Siamese Cats

### Hi-Fi High Lights Down Low (Remasterizado) (2005)
1. Two Smiles is a Long Walk
2. 24h Candy Machine
3. Bad Place to Earn a Living
4. I Love Death
5. Radio
6. Doorsteps
7. Short Man on TV
8. Ordinary Men Make Ordinary Music
9. Fickle
10. Big Day
11. When I Was Six
12. Siamese Cats

### How Vulgar (2007)
1. Truck Driver
2. Friends
3. Satan
4. Floozy With An Uzi
5. Steal & Lie
6. Wrong Bus
7. Under One God
8. Escape Plan
9. I Would Like To Fulfill Your Dreams
10. Brunswick Centre
11. Don't Go Home Tonight
12. Whatever The Weather

### Honeymoon Is Over (2008)
1. Requiem
2. Chemicals
3. Nostalgia
4. Hairdo
5. Recovering Alcoholic Visits Musso & Frank
6. So Long
7. I Was Young I Needed The Money
8. Prefontaine
9. Problems With Fat
10. Girlfriend
11. Go

## Vídeos musicales
- Doorsteps
- I Love Death
- God Has Rejected the Western World
- 24h Candy Machine
- Floozy with an Uzi (Live Version from album "How Vulgar")
- Satan

## Links
- Página web oficial de Lodger
- Myspace oficial de Lodger
- Lodger at Music Export Finland

- Datos: Q973417